# Corinna botucatensis
Corinna botucatensis là một loài nhện trong họ Corinnidae.
Loài này thuộc chi Corinna. Corinna botucatensis được Eugen von Keyserling miêu tả năm 1891.